# Star Spangled Comics
Star Spangled Comics fue una antología de cómics publicada por DC Comics que se publicó durante 130 números desde octubre de 1941 hasta julio de 1952. Luego se retituló Star Spangled War Stories y duró hasta el número 204 (febrero-marzo de 1977).

## Historia de la publicación
Star Spangled Comics debutó con una portada de octubre de 1941. La serie comenzó como un título de superhéroes con las aventuras de Star-Spangled Kid y Stripesy, que aparecieron hasta el número 86 (noviembre de 1948). Este título se distinguía por tener un héroe adolescente con un compañero mayor (lo contrario de lo habitual). A partir del número 7 (abril de 1942), el título fue protagonizado por la Legión Newsboy, creada por Joe Simon y Jack Kirby. En el número 65 (febrero de 1947) comenzó una serie de historias protagonizadas por Robin, el Niño Maravilla, que continuó hasta el final del título, con el número 130, y que presentaba principalmente aventuras de Robin en solitario, aunque también incluía algunos cameos ocasionales de Batman. El historiador de cómics Brian Cronin ha señalado que, debido a la aparición de Robin en Star Spangled Comics, tuvo más apariciones durante la Edad de Oro del Cómic que Batman.
Tomahawk, una historia western, se introdujo en el número 69 (junio de 1947). Merry, Girl of 1,000 Gimmicks, apareció por primera vez en el número 81 (junio de 1948) en el número "Star-Spangled Kid". A principios de la década de 1950, el título pasó a estar dominado por los relatos de terror y, al final de su publicación, el libro pasó a tener un formato bélico, momento en el que se reinició para convertirse en Star Spangled War Stories.
Un one-shot de Star Spangled Comics escrito por Geoff Johns y el artista Chris Weston fue publicado en 1999 como parte de la historia "Justice Society Returns".

## Ediciones recopiladas
- The Newsboy Legion Vol. 1 recopila Star Spangled Comics #7-32, 360 páginas, marzo de 2010, ISBN 978-1401225933.
- The Newsboy Legion Vol. 2 recopila Star Spangled Comics #33-64, 368 páginas, agosto de 2017, ISBN 978-1401272364
- Robin Archives Vol. 1 recopila las historias de Robin de Star Spangled Comics #65-85, 240 páginas, octubre de 2005, ISBN 978-1401204150
- Robin Archives Vol. 2 recopila las historias de Robin de Star Spangled Comics #86-105, 256 páginas, abril de 2010, ISBN 978-1401226251